# Mały Mur (Cisownik)
Mały Mur – niewielki mur skalny na wzgórzu Cisownik na Wyżynie Częstochowskiej wchodzącej w skład Wyżyny Krakowsko-Częstochowskiej. Znajduje się w obrębie wsi Ryczów w województwie śląskim, w powiecie zawierciańskim, w gminie Ogrodzieniec.
Wzgórze Cisownik wznosi się w porośniętej lasem północno-zachodniej części wsi Ryczów, w pobliżu granicy ze wsią Żelazko. Pod jego szczytem jest łąka z wapiennymi skałami, którym wspinacze skalni nadali nazwy Mały Mur, Cisownik Pierwszy, Cisownik Drugi i Wuj. Należą do tzw. Ryczowskiego Mikroregionu Skałkowego. Do skał można dojść leśną drogą od Wielkiego Grochowca. Mały Mur to najdalej na południowy zachód wysunięta część skał Cisownika. Jest na nim 10 dróg wspinaczkowych o trudności od V- do VI.4 w skali Kurtyki. Mają zamontowane stałe punkty asekuracyjne: ringi (r) i stanowisko zjazdowe (st):

1. Szaraki; V-, 8 m
2. Łośka; V, 8 m
3. Junak; VI+, 8 m
4. Brudasek; VI.1+, 7 m
5. Duel; VI.2, 7 m
6. Filozof; VI.1, 7 m
7. Izis; V+, 7 m
8. Sośnicka; VI.1, 7 m
9. Baldemar; VI.4, 7 m
10. Protekcji lekcja; VI.2+, 7 m[1].

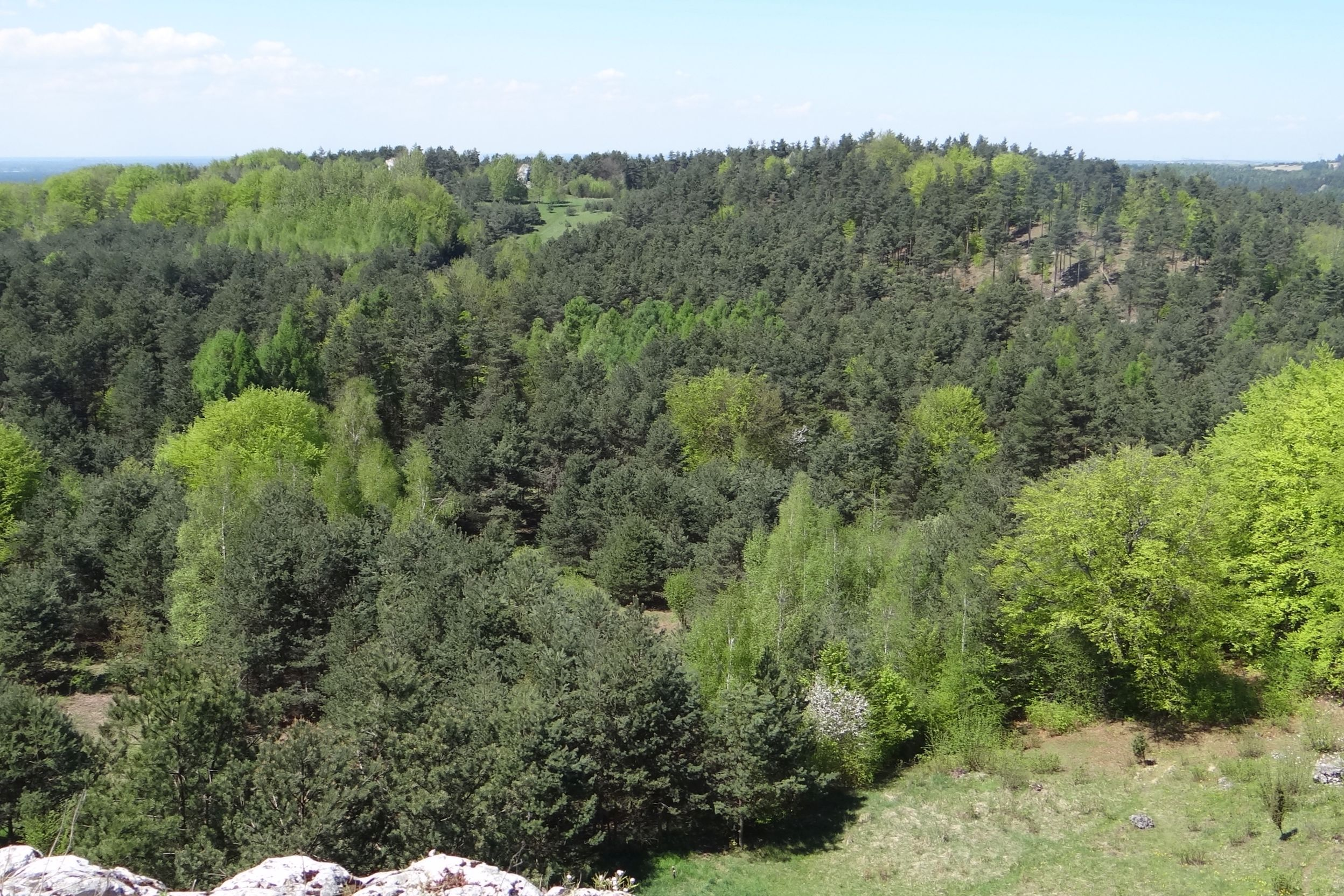
Wzgórze Cisownik ze skałami
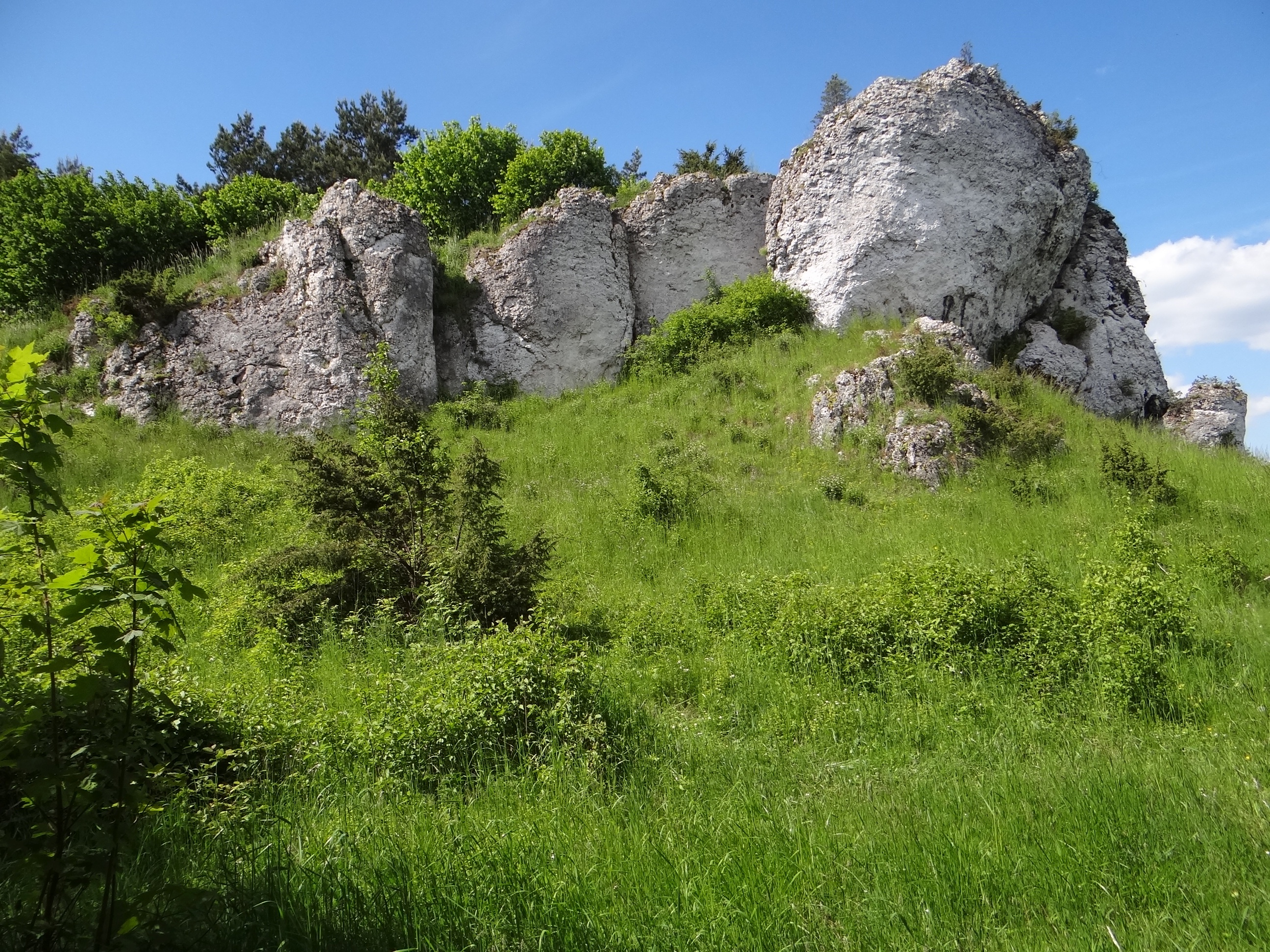
Mały Mur i Cisownik I
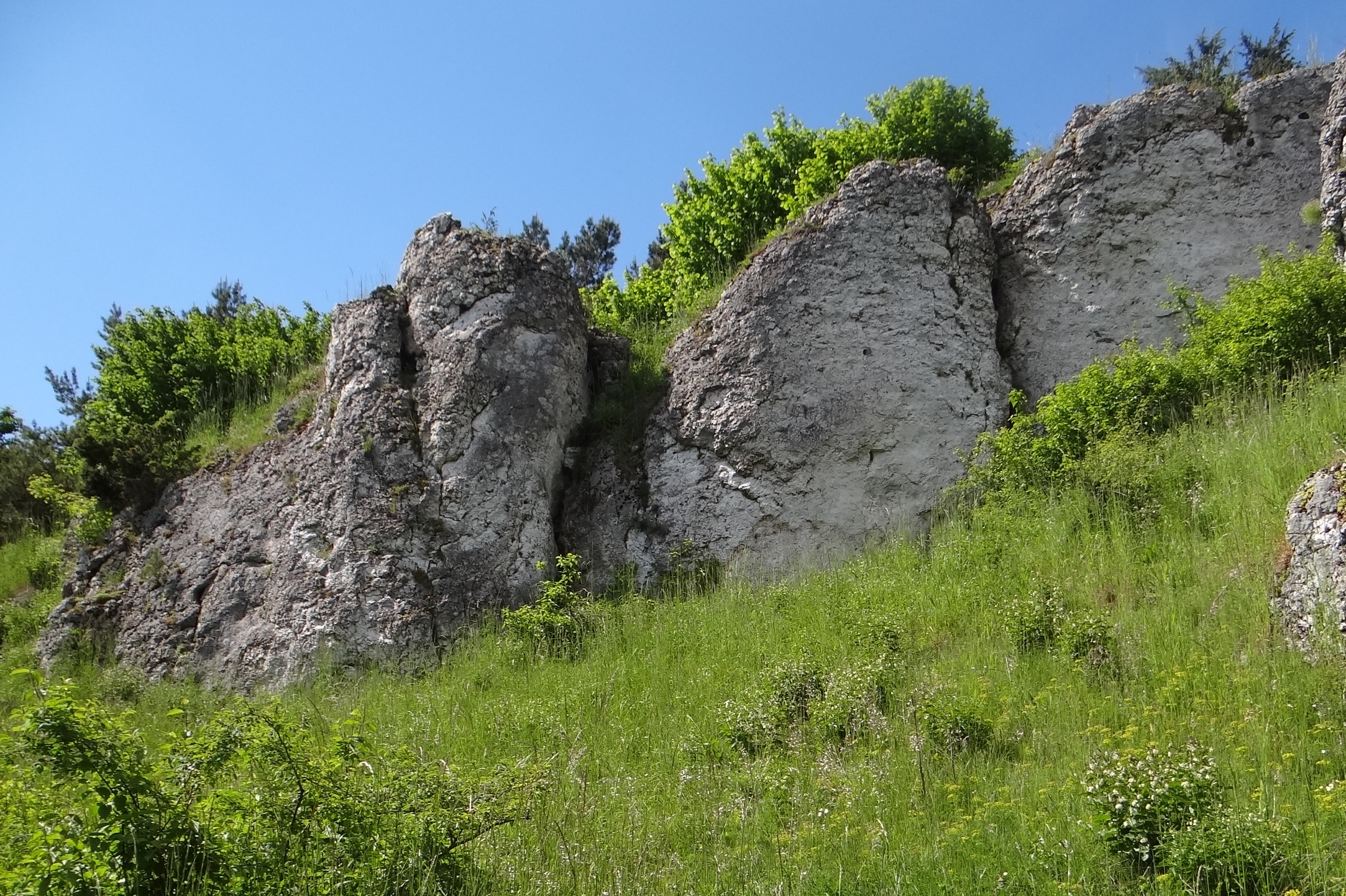
Mały Mur